# Olle Häggström

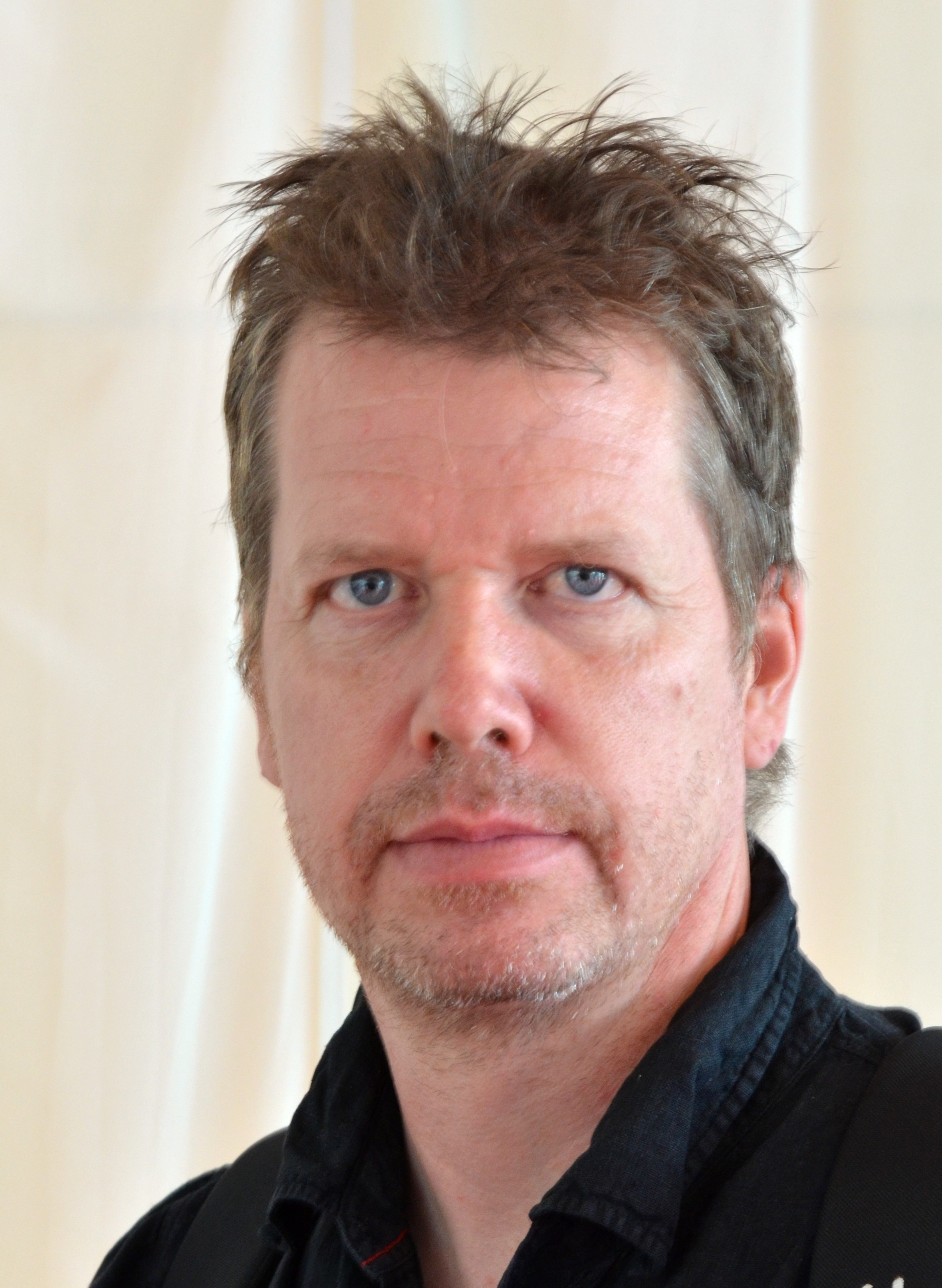
Olle Häggström

Olle Häggström (* 1967) ist ein schwedischer Mathematiker, der sich mit Wahrscheinlichkeitstheorie und mathematischer Statistik befasst.
Häggström studierte zunächst Elektrotechnik am Chalmers Institut für Technologie mit dem Diplom 1991 und wurde dort 1994 bei Jeffrey Steif in mathematischer Statistik promoviert (Aspects of spatial random processes). 1997 wurde er dort Dozent und 2000 Professor für mathematische Statistik.
In Schweden ist er auch als Verfasser populärwissenschaftlicher Bücher und Aufsätze bekannt, insbesondere über Pseudowissenschaft und Zukunftsforschung. In seinem Buch Here be dragons geht er Gefahrenszenarien für die Zukunft nach. Hierzu war er unter anderem als Experte vor das STOA-Komitee des Europäischen Parlaments geladen, vor dem er die Tragweite möglicher negativer Folgen durch Künstliche Intelligenz hervorhob – beispielsweise in Form eines autonom entwickelten Selbsterhaltungtriebs (Omohundro-Bostrom-Theorie). Er trat auch als Gegner von Intelligent Design hervor. In der Wahrscheinlichkeitstheorie befasste er sich unter anderem mit Markow-Ketten, Perkolationstheorie und anderen Modellen der statistischen Mechanik.
Er ist Mitglied der Königlich Schwedischen Akademie der Wissenschaften (2004), der Königlichen Gesellschaft für Kunst und Wissenschaft in Göteborg und der Königlich Schwedischen Akademie der Ingenieurwissenschaften (2010). Er war Vorsitzender der schwedischen mathematischen Gesellschaft und ist im Rat für Natur- und Ingenieurwissenschaften der schwedischen Forschungsgesellschaft.
Mit Itai Benjamini war er Herausgeber der Gesammelten Werke von Oded Schramm.
Zu seinen Hobbys zählen Skilanglauf, Laufen und Schach.

## Schriften
Bücher:
- Streifzüge durch die Wahrscheinlichkeitstheorie, Springer 2006
- Here Be Dragons: Science, Technology and the Future of Humanity, Oxford University Press 2016
- Slumpens Skördar, 2004
- Riktig vetenskap och dåliga imitationer, Fri Tanke Förlag 2008
- Finite Markov Chains and Algorithmic Applications, Cambridge University Press. 2002

Einige Aufsätze:
- Percolation beyond {\displaystyle Z^{d}}, the contributions of Oded Schramm, Annals of Probability, Band 39, 2011, S. 1668–1701.
- mit Mia Deijfen: The pleasures and pains of studying the two-type Richardson model, in: Analysis and Stochastics of Growth Processes and Interface Models (P. Mörters, R. Moser, M. Penrose, H. Schwetlick, J. Zimmer, Hrsg.), Oxford University Press, 2008, S. 39–54.
- Problem solving is often a matter of cooking up an appropriate Markov chain, Scandinavian Journal of Statistics, Band 34, 2007, S. 768–780.
- mit J. Jonasson:  Uniqueness and non-uniqueness in percolation theory, Probability Surveysm, Band 3, 2006, S. 289–344.
- mit H.-O. Georgii, C. Maes: The random geometry of equilibrium phases, in: Phase Transitions and Critical Phenomena, Volume 18 (C. Domb, J.L. Lebowitz, Hrsg.), 2001, S. 1–142